# Meeting de Paris
Meeting de Paris (od 1999 do 2008 Meeting Gaz de France, od 2009 do 2015 Meeting Areva) – mityng lekkoatletyczny organizowany do 2009 w ramach cyklu Golden League na Stade de France pod Paryżem. Od sezonu 2010 zawody znajdują się w kalendarzu diamentowej ligi. Do 2008 sponsorem tytularnym mityngu był Gaz de France.

## Edycje
| Edycja | Data                  | Nazwa                       | Gospodarz   | Stadion                  | Cykl            | Źródło |
| ------ | --------------------- | --------------------------- | ----------- | ------------------------ | --------------- | ------ |
| 1.     | 1984                  | Meeting de Saint-Denis 1984 | Saint-Denis | Stade Auguste Delaune    |                 | [ 2 ]  |
| ...    |                       |                             |             |                          |                 |        |
| 15.    | 3 lipca 1999(dts)     | Meeting Gaz de France 1999  | Saint-Denis | Stade de France          | Grand Prix IAAF | [ 3 ]  |
| 16.    | 23 czerwca 2000(dts)  | Meeting Gaz de France 2000  | Saint-Denis | Stade de France          | Golden League   | [ 4 ]  |
| 17.    | 6 lipca 2001(dts)     | Meeting Gaz de France 2001  | Saint-Denis | Stade de France          | Golden League   | [ 5 ]  |
| 18.    | 5 lipca 2002(dts)     | Meeting Gaz de France 2002  | Saint-Denis | Stade de France          | Golden League   | [ 6 ]  |
| 19.    | 4 lipca 2003(dts)     | Meeting Gaz de France 2003  | Saint-Denis | Stade de France          | Golden League   | [ 7 ]  |
| 20.    | 23 lipca 2004(dts)    | Meeting Gaz de France 2004  | Saint-Denis | Stade de France          | Golden League   | [ 8 ]  |
| 21.    | 1 lipca 2005(dts)     | Meeting Gaz de France 2005  | Saint-Denis | Stade de France          | Golden League   | [ 9 ]  |
| 22.    | 8 lipca 2006(dts)     | Meeting Gaz de France 2006  | Saint-Denis | Stade de France          | Golden League   | [ 10 ] |
| 23.    | 6 lipca 2007(dts)     | Meeting Gaz de France 2007  | Saint-Denis | Stade de France          | Golden League   | [ 11 ] |
| 24.    | 18 lipca 2008(dts)    | Meeting Gaz de France 2008  | Saint-Denis | Stade de France          | Golden League   | [ 12 ] |
| 25.    | 17 lipca 2009(dts)    | Meeting Areva 2009          | Saint-Denis | Stade de France          | Golden League   | [ 13 ] |
| 26.    | 16 lipca 2010(dts)    | Meeting Areva 2010          | Saint-Denis | Stade de France          | Diamentowa Liga | [ 14 ] |
| 27.    | 8 lipca 2011(dts)     | Meeting Areva 2011          | Saint-Denis | Stade de France          | Diamentowa Liga | [ 15 ] |
| 28.    | 6 lipca 2012(dts)     | Meeting Areva 2012          | Saint-Denis | Stade de France          | Diamentowa Liga | [ 16 ] |
| 29.    | 6 lipca 2013(dts)     | Meeting Areva 2013          | Saint-Denis | Stade de France          | Diamentowa Liga | [ 17 ] |
| 30.    | 5 lipca 2014(dts)     | Meeting Areva 2014          | Saint-Denis | Stade de France          | Diamentowa Liga | [ 18 ] |
| 31.    | 4 lipca 2015(dts)     | Meeting Areva 2015          | Saint-Denis | Stade de France          | Diamentowa Liga | [ 19 ] |
| 32.    | 27 sierpnia 2016(dts) | Meeting de Paris 2016       | Saint-Denis | Stade de France          | Diamentowa Liga | [ 20 ] |
| 33.    | 1 lipca 2017(dts)     | Meeting de Paris 2017       | Paryż       | Stade Sébastien Charléty | Diamentowa Liga | [ 21 ] |
| 34.    | 30 czerwca 2018(dts)  | Meeting de Paris 2018       | Paryż       | Stade Sébastien Charléty | Diamentowa Liga | [ 22 ] |
| 35.    | 24 sierpnia 2019(dts) | Meeting de Paris 2019       | Paryż       | Stade Sébastien Charléty | Diamentowa Liga | [ 23 ] |
| 36.    | 28 sierpnia 2021(dts) | Meeting de Paris 2021       | Paryż       | Stade Sébastien Charléty | Diamentowa Liga | [ 24 ] |
| 37.    | 18 czerwca 2022(dts)  | Meeting de Paris 2022       | Paryż       | Stade Sébastien Charléty | Diamentowa Liga | [ 25 ] |
| 38.    | 9 czerwca 2023(dts)   | Meeting de Paris 2023       | Paryż       | Stade Sébastien Charléty | Diamentowa Liga | [ 26 ] |
| 39.    | 7 lipca 2024(dts)     | Meeting de Paris 2024       | Paryż       | Stade Sébastien Charléty | Diamentowa Liga | [ 27 ] |
| 40.    | 20 czerwca 2025(dts)  | Meeting de Paris 2025       | Paryż       | Stade Sébastien Charléty | Diamentowa Liga | [ 28 ] |